# Gerald Lascelles
Gerald David Lascelles (Goldsborough, 21 augustus 1924 — Bergerac, Frankrijk, 27 februari 1998) was de jongste zoon van Henry Lascelles en prinses Mary, de enige dochter van koning George V en koningin Mary.
Gerald was een neef van koningin Elizabeth II. Hij had vanaf zijn geboorte de titel The Honourable Gerald Lascelles.
Gerald werd geboren in Goldsborough Hall, dicht bij Knaresborough, North Yorkshire en werd gedoopt met Edward VIII en koningin Elizabeth als peetouders.
Op 15 juli 1952 trouwde Gerald met Angela Estree Dowding (20 april 1919 - 28 februari 2007) in St. Margaret's, Westminster. Ze kregen een zoon:
- Henry Ulick (19 mei 1953)

Ze scheidden in 1978.
Gerald trouwde op 17 november 1978 met Elizabeth Evelyn Collingwood (23 april 1924 – 14 januari 2006) in Wenen, Oostenrijk. Ze hadden al een zoon:
- Martin David (9 februari 1962)

Hij was de president van de British Racing Drivers' Club van 1964 tot 1991, nadat Francis Curzon was gestorven. Curzon had hem gevraagd om hem op te volgen.